# Open Source Hardware Association
L'Open Source Hardware Association (OSHWA) est une organisation à but non lucratif qui défend le matériel libre,. Il vise à agir comme un centre d'activité de matériel open source de tous types tout en coopérant activement avec d'autres initiatives telles que la TAPR Open Hardware License (en), les groupes de développement open source du CERN et l'Open Source Initiative (OSI). Elle a également été active dans la promotion de la diversité (en) et du langage inclusif au sein du mouvement du matériel open source,,.